# Martin Dubéci
Martin Dubéci (* 26. srpna 1986 Košice) je slovenský politik, od roku 2023 poslanec Národní rady SR za Progresívne Slovensko, od června 2025 místopředseda NR SR, v letech 2023 až 2025 předseda poslaneckého klubu hnutí.

## Život

### Vzdělání
V letech 2006 až 2009 studoval na Fakultě sociálních studií Masarykovy univerzity a získal tak bakalářský titul. Poté studoval na London School of Economics obor globální politika a získal tak rovněž magisterský titul.

### Politické působení
Od května 2012 do září 2013 působil jako poradce místopředsedkyně NR SR Eriky Jurinové za OĽANO. Od října 2013 působil jako politický poradce Radoslava Procházky. Poté působil jako šéf Procházkovy kampaně pro prezidentské volby v roce 2014 a stal se členem strany SIEŤ, členství ukončil v září 2015. V parlamentních volbách na Slovensku v roce 2016 kandidoval jako nestraník na 16. místě kandidátní listiny Most-Híd. Získal 4 996 preferenčních hlasů, ale nebyl zvolen. V parlamentních volbách v roce 2020 kandidoval z 10. místa kandidátní listiny PS/SPOLU. Získal 4 138 preferenčních hlasů, ale nebyl zvolen, protože koalice nezískala v Národní radě žádný mandát.
V letech 2020 až 2022 pracoval Dubéci jako politický konzultant. V letech 2022 až 2023 byl Dubéci generálním manažerem kulturního centra Tabačka Kulturfabrik. V parlamentních volbách v roce 2023 kandidoval na 21. místě kandidátní listiny Progresivního Slovenska a se ziskem 6 647 preferenčních hlasů byl zvolen poslancem. Poté se stal předsedou poslaneckého klubu hnutí.
V červnu 2025 jej Progresívne Slovensko nominovalo na funkci místopředsedy Národní rady, ze které byl v září 2024 odvolán předseda hnutí Michal Šimečka. Dubéci byl téhož měsíce do funkce zvolen, když získal 78 hlasů poslanců. Ve funkci předsedy poslaneckého klubu jej nahradila Zuzana Mesterová.